# Frankie Sheahan
Frank Jeremiah Sheahan, detto Frankie (Toronto, 27 agosto 1976), è un ex rugbista a 15, imprenditore e giornalista irlandese, già tallonatore del Munster per più di un decennio e internazionale per l'Irlanda; da dopo il ritiro dirige un'agenzia di promozione eventi e scrive per varie testate sportive.

## Biografia
Nato a Toronto, in Canada, Sheahan crebbe a Cork, luogo d'origine della sua famiglia.
Nel 1997 entrò nella provincia di Munster con cui dalla stagione seguente disputò il campionato interprovinciale irlandese.
Esordì durante i test match di metà anno del 2000 contro gli Stati Uniti a Manchester (New Hampshire) e, nel 2001, debuttò nella neoistituita Celtic League.
Con Munster vinse due titoli celtici nel 2003 e nel 2009 e fu due volte campione d'Europa nel 2006  e nel 2008.
Con l'Irlanda prese invece parte alla Coppa del Mondo di rugby 2003 in Australia e a quella del 2007 in Francia, nel corso della quale disputò il suo ultimo incontro internazionale, proprio contro la Nazionale organizzatrice.
Nel 2005, in un incontro di Heineken Cup contro il Sale Sharks, ebbe un incidente al collo che fu la causa indiretta della fine della sua carriera quattro anni più tardi: in uno scontro, infatti, ebbe un'infrazione vertebrale ma continuò a giocare, non essendosene accorto, e lasciò il campo solo per un successivo infortunio a causa del quale si ferì; a detta dei sanitari che lo curarono dopo l'incontro, fu solo per puro caso che l'incidente al collo non ebbe conseguenze fatali.
Alla fine della stagione 2008-09, dopo non essere stato riconfermato dal Munster, si accordò con i francesi del Brive, ma i problemi al collo gli impedirono persino di iniziare la stagione, e si ritirò dalle competizioni con decorrenza immediata.
Sheahan vanta anche due incontri con i Barbarians, il primo nel 2000 contro la Germania, il secondo nel 2005 contro la Scozia.
Smesso di giocare, ha intrapreso la carriera di opinionista e commentatore e ha fondato una propria impresa di gestione eventi sportivi e promozione immagine.

## Palmarès
- Celtic League: 2
2002–03, 2008–09
- Celtic Cup: 1
2004-05
- Heineken Cup: 2
2005-06, 2007-08